# Desert Memorial Park
Il Desert Memorial Park è un cimitero di personaggi famosi situato a Cathedral City, nelle vicinanze di Palm Springs nella contea di Riverside County degli Stati Uniti.

## Personaggi sepolti
Tra le varie celebrità sepolte vi sono:
- Chris Alcaide (1923 - 2004), attore
- Dorothy Arnold (1917 - 1984), attrice, ex-moglie di Joe DiMaggio
- Rodney Mabrey Bell (1915 - 1968), attore
- Busby Berkeley (1895 - 1976), coreografo e regista
- Lorraine Brox (1900 - 1993), cantante e attrice
- Sonny Bono (1935 - 1998), produttore discografico, cantante, attore e politico
- Velma Wayne Dawson (1912 - 2007), burattinaia e creatrice di Howdy Doody
- Brad Dexter (1917 - 2002), attore
- Alex Dreier (1916 - 2000), giornalista e conduttore radiofonico
- Jolie Gabor (1896 - 1997), gioielliera ungherese e statunitense, madre di Zsa Zsa Gábor, Eva Gabor e Magda Gabor
- Magda Gabor (1918 - 1997), attrice statunitense, sorella di Zsa Zsa Gábor ed Eva Gabor
- Louis Galen (1925 - 2007), filantropo e banchiere
- Neva Gerber (1891 -1974), attrice
- Bill Goodwin (1910 - 1958), attore e presentatore
- Earle Hagen (1919 - 2008), compositore
- Claude Harmon (1916 - 1989), golfista
- Josephine Hill (1899 - 1989), attrice
- Eddy Howard (1914 - 1963), cantante
- Betty Hutton (1921 - 2007), attrice e cantante
- Andrea Leeds (1913 - 1984), attrice
- Diana Lewis (1919 - 1997), attrice
- Frederick Loewe (1904 - 1988), compositore
- George Burr Macannan (1887 - 1970), attore
- Marian Marsh (1913 - 2006), attrice
- Patrick Macnee (1922 - 2015), attore
- Richard James McDonald (1909 - 1998), co-founder insieme a suo fratello Maurice del McDonald's
- Maurice James McDonald (1902 - 1971), co-founder insieme a suo fratello Richard del McDonald's
- Bill Miller (1904 - 2002), attore
- Cameron Mitchell (1918 - 1994), attore
- John J. Phillips (1887 - 1983), membro della United States House of Representatives
- Diana 'Mousie' Powell (1919 - 1997), attrice
- William Powell (1892 - 1984), attore
- William David Powell (1925 - 1968), giornalista
- Marjorie Rambeau (1889 - 1970), attrice
- Pete Reiser (1919 - 1981), giocatore di baseball
- Jilly Rizzo (1917 - 1992), showman
- Jessica Schilling (1984 - 2003), modella
- Virginia Eastvold (Ginny Simms) (1913 - 1994), attrice e cantante
- Tomack Sid (1907 - 1962), attore
- Anthony Martin Sinatra (1892 - 1969), padre di Frank Sinatra
- Barbara Sinatra (1927 - 2017), filantropa e socialite, vedova di Frank Sinatra
- Frank Sinatra (1915 - 1998), cantante e attore
- Frank Scully (1892 - 1964), autore
- Suzanne Somers (1946 - 2023), attrice
- Bobbe Van Heusen (1901 - 1999), cantante
- James Van Heusen (1913 - 1990), compositore
- Ralph Young (1923 - 2008), cantante e intrattenitore